# Stazione di Tomari (Toyama)
La stazione di Tomari (泊駅?, Tomari-eki) è una stazione ferroviaria della cittadina di Asahi, nel distretto di Shimoniikawa della prefettura di Toyama, in Giappone. La struttura è gestita dalla JR West e serve la linea principale Hokuriku.
A partire dal 2015 la gestione della stazione verrà ceduta dalla JR West alla società ferroviaria ferrovia Ainokaze Toyama a gestione territoriale, in concomitanza con l'apertura dell'estensione dello Hokuriku Shinkansen da Nagano a Kanazawa.

## Linee
JR West
■ Linea principale Hokuriku

## Struttura
La stazione è costituita da un marciapiede laterale e uno a isola con tre binari passanti in superficie, dei quali quello centrale è utilizzato per la sosta dei treni per le precedenze. Le banchine sono collegate al fabbricato viaggiatori da un sovrappassaggio, e sono presenti servizi igienici, biglietteria automatica e presenziata, un chiosco di vendita e una sala d'attesa.
| 1-2 | ■ Linea principale Hokuriku | per Toyama e Kanazawa  |
| 2-3 | ■ Linea principale Hokuriku | per Itoigawa e Naoetsu |

## Stazioni adiacenti
| 《                        | Servizio                  | 》                        |
| Linea principale Hokuriku | Linea principale Hokuriku | Linea principale Hokuriku |
| ------------------------- | ------------------------- | ------------------------- |
| Nyūzen                    | -                         | Etchū-Miyazaki            |